# Agromyza susannae
Agromyza susannae är en tvåvingeart som beskrevs av Spencer 1959. Agromyza susannae ingår i släktet Agromyza och familjen minerarflugor. Inga underarter finns listade i Catalogue of Life.